# Ruviano
Ruviano é uma comuna italiana da região da Campania, província de Caserta, com cerca de 1.914 habitantes. Estende-se por uma área de 24 km², tendo uma densidade populacional de 80 hab/km². Faz fronteira com Alvignano, Amorosi (BN), Caiazzo, Castel Campagnano, Faicchio (BN), Gioia Sannitica, Puglianello (BN).

## Demografia
| Variação demográfica do município entre 1861 e 2011                               |
|                                                                                   |
| Fonte: Istituto Nazionale di Statistica (ISTAT) - Elaboração gráfica da Wikipedia |